# Bautista
Bautista là một đô thị hạng 4 ở tỉnh Pangasinan, Philippines. Theo điều tra dân số năm 2007, đô thị này có dân số 28.094 người trong 5.418 hộ.

## Barangay
Bautista được chia thành 18 barangay.
| - Artacho - Cabuaan - Cacandongan - Diaz - Nandacan - Nibaliw Norte - Nibaliw Sur - Palisoc - Poblacion East | - Poblacion West - Pogo - Poponto - Primicias - Ketegan - Sinabaan - Vacante - Villanueva - Baluyot |